# 顾馨一

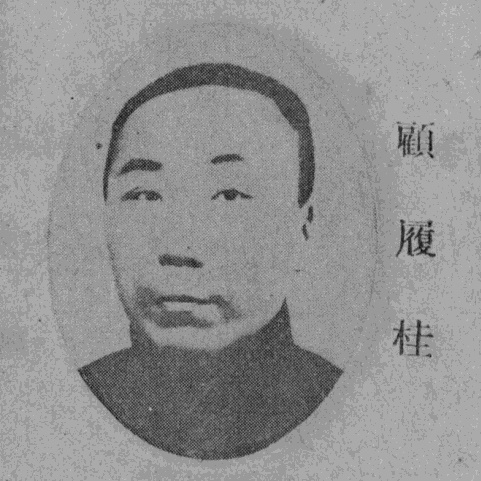

顾馨一（1872年—？），名履桂，字馨一，以字行。江苏上海（今上海市）人。中国近代民族资本家。

## 生平
他早年从经营杂粮行起家，后来投资立大面粉厂、申大面粉厂，还曾任上海华商杂粮交易所经理。号称“粮食大王”。他和沈缦云、虞治卿等关系较为密切。清朝宣统二年（1910年）上海议事会成立后，顾馨一当选董事。辛亥上海光复，顾馨一任市政厅临时副市长。后来他还曾历任上海县商会会长、上海总商会会董。1927年，顾馨一参与组织了上海商业联合会，不久又担任江苏财政委员会委员兼上海财政委员会委员、上海市货物税局局长。1937年日军占领上海后，他曾为上海市民协会主席团成员。除了上面列出的各企业外，他还曾投资上海通和商业储蓄银行、正大银行、中华商业储蓄银行、开明房产公司、利泰纺织公司等企业。

## 延伸阅读
[在维基数据编辑]
 《海上名人傳·顧馨一》，出自《海上名人傳》